# 亮灰蝶
亮灰蝶（学名：Lampides boeticus）。

## 描述
亮灰蝶臀角处有2黑斑，翅展22－36mm，雄蝶翅正面紫褐色，雌蝶前翅基后半部和後翅基部青蓝色。

## 分佈
除極地等極端環境外，全球各地皆可見。在臺灣主要分布於本島低至中海拔地區，離島亦有紀錄。

## 棲地
廣泛分布於有寄主植物生長或種植的環境，全年多世代。成蝶喜訪花，幼蟲以豆科蝶形花亞科植物為食，包括鵲豆、田菁、賽芻豆、太陽麻、南美豬屎豆、黃野百合、大葉野百合、濱刀豆、波葉山螞蝗、小槐花、大葛藤、山葛等。

## 圖庫

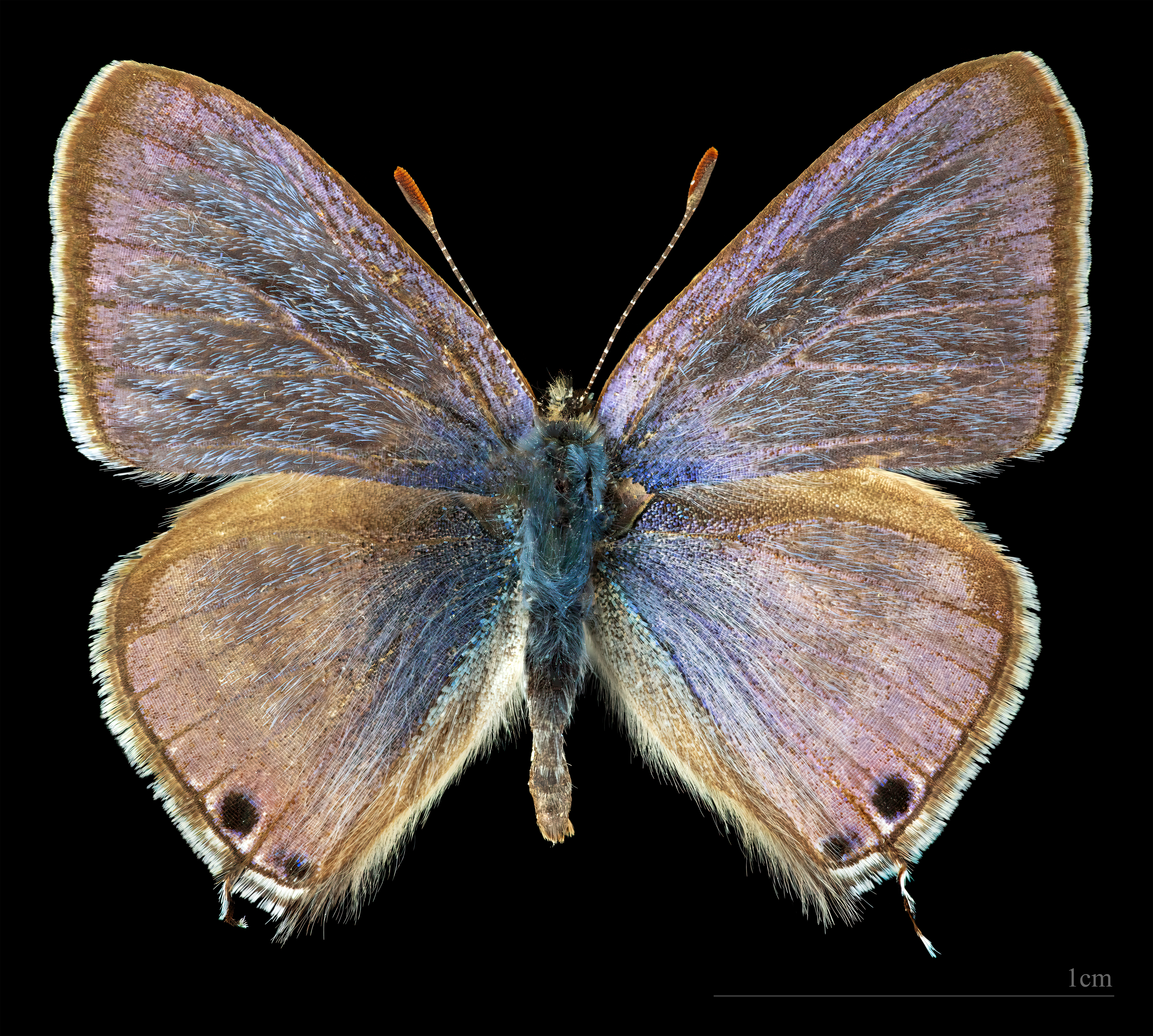
Lampides boeticus ♂
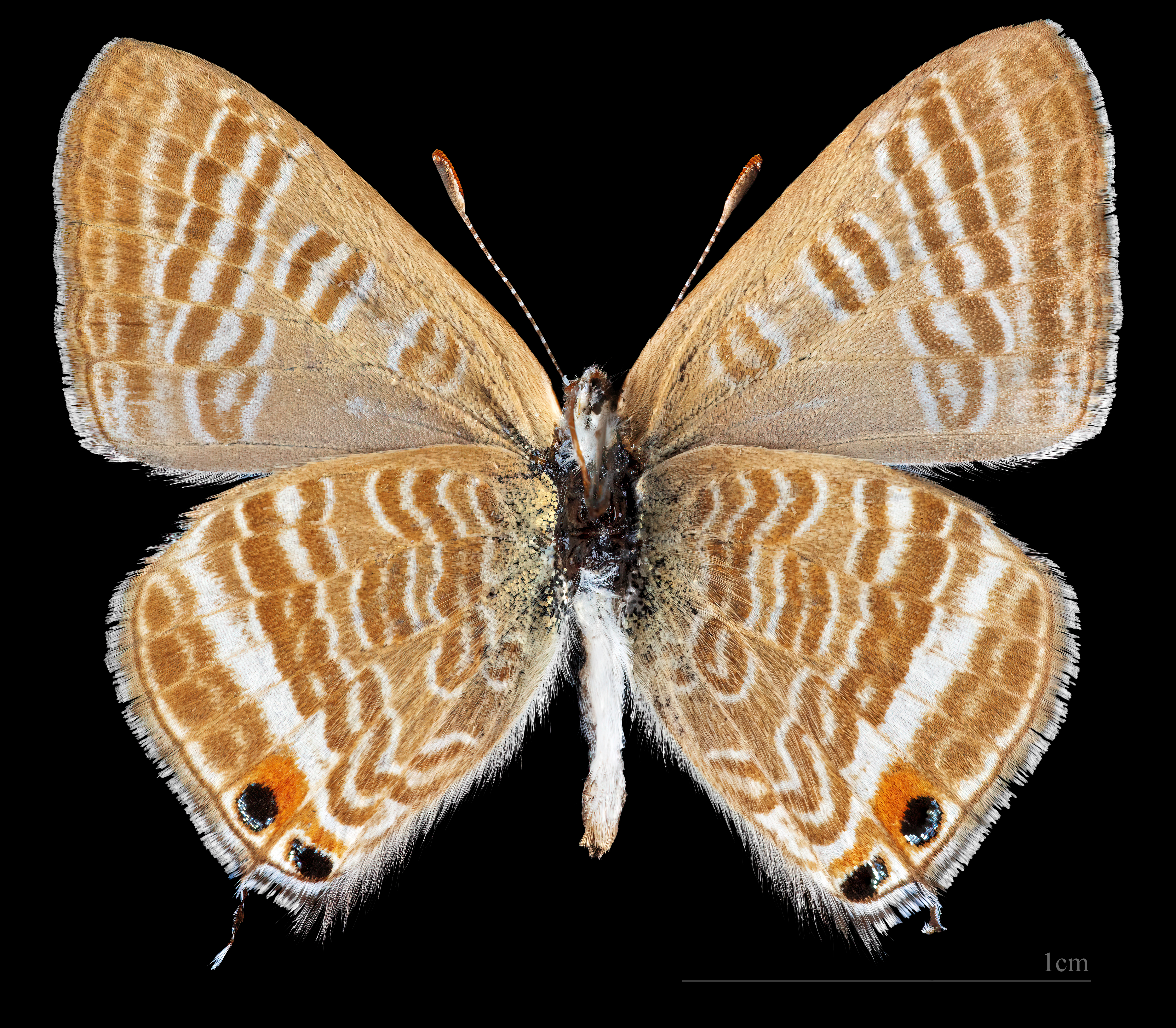
Lampides boeticus ♂  △

喜食豆科植物的果莢，成虫飞行能力强。分部於欧洲中南部，非洲北部，亚洲南部。

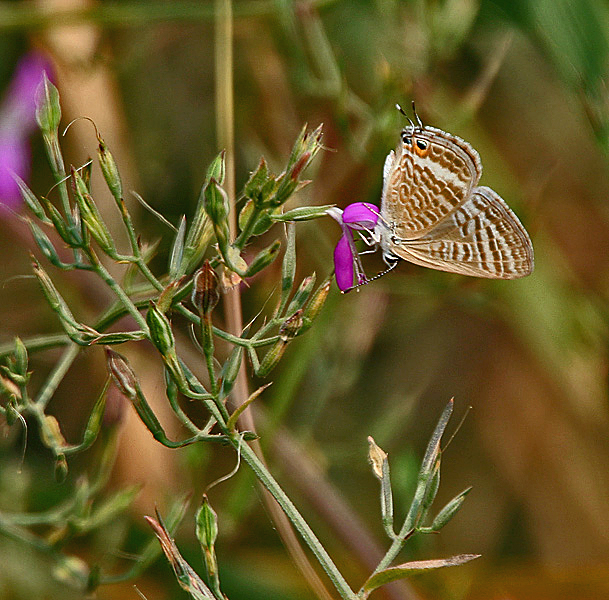
在印度霍德爾，法里達巴德，哈里亞納邦.
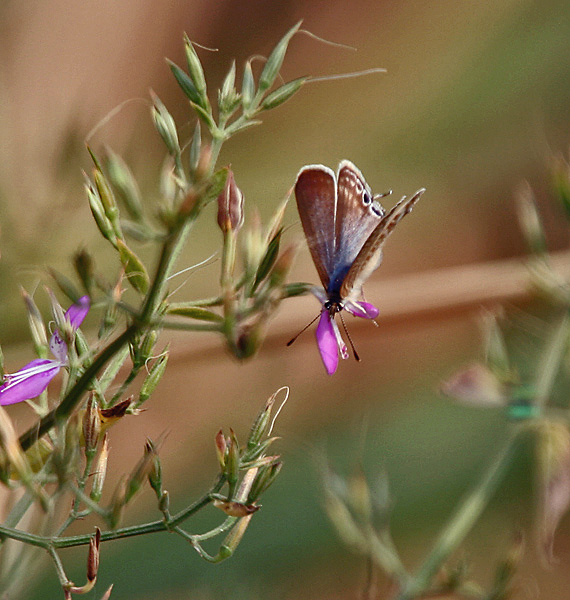
在印度霍德爾，法里達巴德，哈里亞納邦.
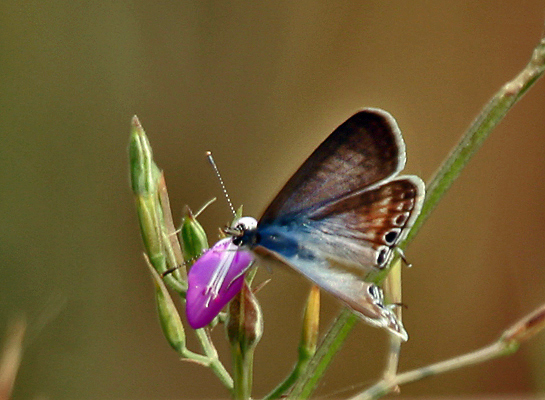
在印度霍德爾，法里達巴德，哈里亞納邦.
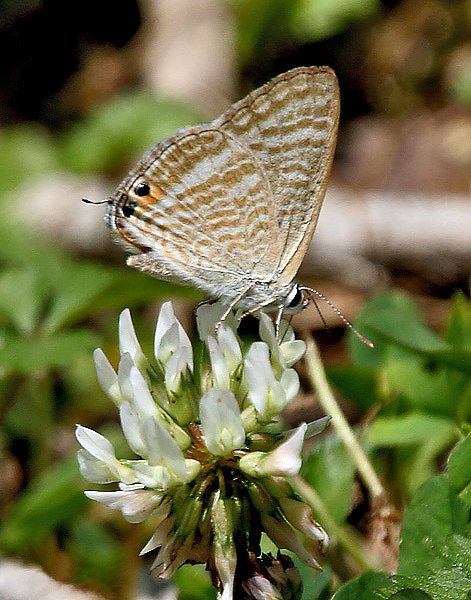
Pea Blue in  Kullu- Manali District of Himachal Pradesh, India.
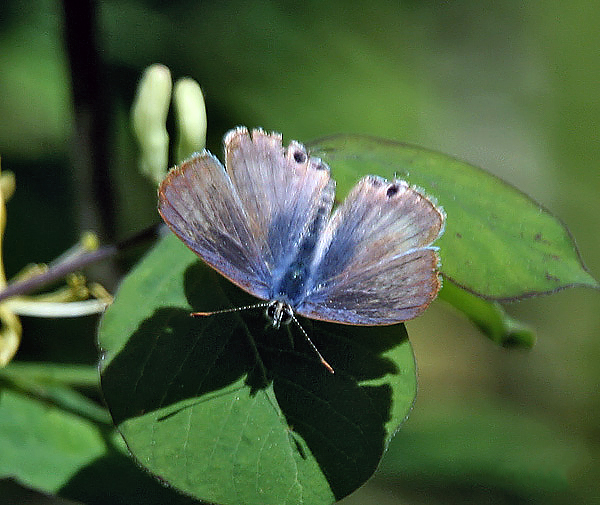
Pea Blue in  Kullu- Manali District of Himachal Pradesh, India.
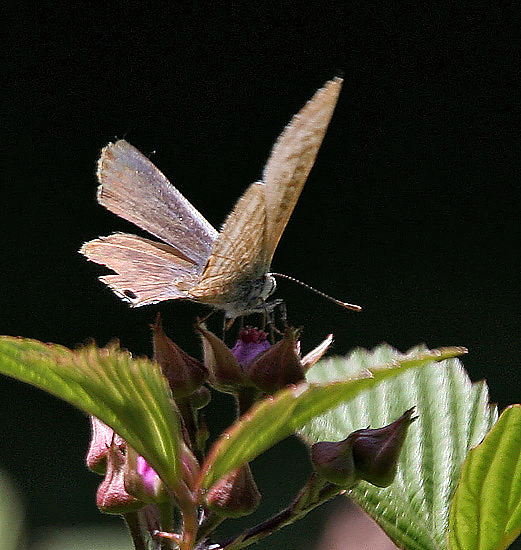
Pea Blue in  Kullu- Manali District of Himachal Pradesh, India.
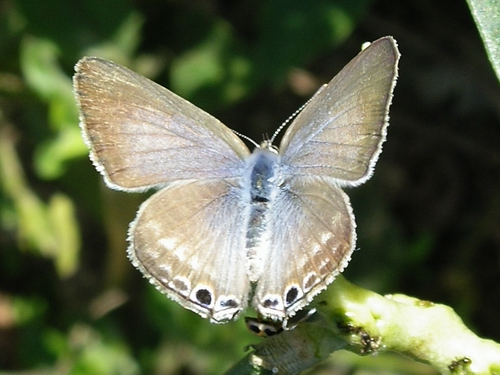
雌灰蝶 Lampides boeticus